# Фридрих XII
Фридрих XII фон Хоенцолерн – Йотингена (на немски: Friedrich XII von Hohenzollern, „der Öttinger“, * пр. 1401, † 1443), от швабската линия на Хоенцолерните е граф на Хоенцолерн.
Той е син на граф Фридрих XI фон Хоенцолерн († 1401) и графиня Аделхайд фон Фюрстенберг († 1413).
Неговият брат и конкурент е Айтел Фридрих I († 1439), с когото си поделят територията и имат постоянни конфликти за наследството. Фридрих капитулира след десетмесечна обсада на замъка Цолерн през 1423 г. За назидание крал Сигизмунд разрушава замъка и забранява да го възстановяват отново.
През 1418 г. Фридрих е осъден от императорския съд в Ротвайл. През 1426 г. Айтел Фридрих I се помирява с Фридрих, но между 1428 – 1440 г. последният е държан затворен от графиня Хенриета дьо Монбеляр († 1444). След смъртта на брат му през 1439 г. Фридрих отново си връща управлението на графството. Умира бездетен през 1443 г. по време на пътуване до Светите земи в Палестина.
Неговата вдовица Анна фон Зулц по финансови причини се обръща към графа на Вюртемберг. Вюртемберг се разпорежда от 1423 г. над голяма част от бившите собствености на Хоенцолерните.